# LAST CALL
『LAST CALL』（ラスト・コール）は、1993年12月1日に日本コロムビアから発売された中西保志の5枚目のシングル。

## 収録曲
- 全編曲：鳥山雄司

1. LAST CALL
作詞・作曲：中西保志
  - IDO<日本移動通信>イメージ・ソング[2]
2. 言葉でいえる愛
作詞：前田たかひろ　作曲：大森俊之
  - α-STATION FM KYOTO 2nd Anniversary イメージソング
3. LAST CALL（オリジナル・カラオケ）